# Walerija Czepsarakowa
Walerija Walerjewna Czepsarakowa; ros. Валерия Валерьевна Чепсаракова (ur. 31 stycznia 1989) – rosyjska zapaśniczka startująca w stylu wolnym, mistrzyni Europy. Druga w Pucharze Świata w 2014 i piąta w 2017. Mistrzyni Europy w zapasach w 2013 roku w kategorii wagowej do 48 kg. Brązowa medalistka wojskowych MŚ w 2018. Pierwsza na Światowych Igrzyskach Sportów Walki w 2013. Mistrzyni świata juniorów w 2009 i Europy w 2007 i 2009. Wicemistrzyni Rosji w 2013, 2014, 2016 i 2017, trzecia w 2015 roku.